# Skeeter Davis
Skeeter Davis (30. prosinca 1931. – 19. rujna 2004.), američka country pjevačica, koja je također imala uspjeha u pop glazbi.

Rođena je kao Mary Frances Penick u Dry Ridgeu, Kentucky kao prvo od sedmero djece Williama i Punzie Penick. Njen djed je smatrao da ima puno energije za malo dijete, pa ju je prozvao Skeeter(skraćeno od mosquito-komarac).
Kad je imala 16 godina, s obitelji se preselila u Erlandger, Kentucky. Tamo je išla u srednju školu i sprijateljila se s Betty Jack Davis, lokalnom djevojkom s kojom će početi karijeru.
Njih dvije zajedno će pjevati kao The Davis Sisters, iako nisu bile u rodu. Pjevale su i na radiu WJR u Detroitu.
Tamo ih primjećuje producent i nudi im ugovor. Ipak, 1953. događa se teška prometna nesreća i Betty pogiba, a Skeeter zadobiva lomove ruku i nogu.
Na inzistiranje Bettyne majke, nastupa s njenom sestrom Georgiom do 1956.godine.
Kasnije počinje samostalnu karijeru nižući hitove, nastupajući čak i u Grand Ole Opry, čiji će član ostati do smrti.
Njeni prijatelji bili su svi koji su nešto značili u countryu, a Tammy Wynette i Dolly Parton(koja je napisala jedna njen hit) isticali su nju kao svoje glazbene utjecaje.

Njen najveći hit bila je pjesma "The End of the World" iz 1963. godine, a Skeeter je postala prva ženska pjevačica countrya nominirana za nagradu Grammy.
Uspješno je napravila prijelaz i miks između country i pop glazbe, pa je imala hitove na objema ljestvicama.
Jedina koja je prije nje to uspjela, a živjela je kad i ona je Patsy Cline. Nakon Patsyne pogibije 1963. ona je ostala sama na tom polju.

Izazvala je kontroverzu 1973. kada je u Grand Ole Opryu posvetila gospel pjesmu uhićenim evangelisitma, što joj je donijelo 15 mjeseci suspenzije s tog mjesta.
Njen posljednji hit bio je zabilježen 1976. godine.

Nakon pada popularnosti, povukla se pišući autobiografiju, izdavajući knjige za djecu i sličnim aktivnostima.
Udavala se tri puta, svaki put se razvela i nije imala djece.
Bila je i nadarena skladateljica, a napisala je oko 70 pjesama.
2001. godine napao ju je rak dojke koji ju je onesposobio, te je umrla u Brentwoodu, Tennessee u dobi od 72 godine.